# John Buijsman
John Buijsman (Rotterdam, 21 maart 1953) is een Nederlands acteur. Hij is een telg van de Rotterdamse artiestenfamilie Buijsman. Zijn vader Luut Buijsman, vormde samen met onder anderen diens broer Bill de Kilima Hawaiians.

## Levensloop
Buijsman verliet op jonge leeftijd de school en kwam op zijn veertiende terecht op een expediteurskantoor. Bijna 15 jaar later – 'Ik had nooit een boek gelezen!' – viel hij als technicus in bij jeugdtheatergroep Wiedus. Hij ging er ook decors ontwerpen en later acteren. Toen de groep zich in 1983 splitste, vormde hij met Louis Kockelmann (later van Het Groot Niet Te Vermijden) en Keimpe de Jong (later zijn muzikant) de kern van De Zwarte Hand. 
Buijsman begon op zijn dertigste te acteren. Hij treedt daarnaast op als presentator en in reclamespots. "Op die manier speel ik mijn eigen Robin Hood, want met zulke activiteiten financier ik deze theatervoorstelling.”
Hij begon zijn televisiecarrière in 1993  als 'Arie Groenstrook', met als tegenspeler Michiel Romeyn (in de rol van 'Dolf Hoeksteen'), in de als komedie vermomde educatieve serie, "Hoeksteen & Groenstrook",  een tv-cursus over milieuvriendelijk huishouden, onder de afschrikwekkende titel "Consument & Milieu".
Buijsman speelde – als gevolg van het voorafgaande – 'Freek-Willem' in Gamma-reclamespotjes. In 1999 was hij te zien in Dobbelmann-reclame. Hij vertolkte enkele film- en televisierollen. Zo speelde hij Dr. Doolittle in de serie Loenatik.
In 2011 toerde Buijsman door Nederland met de voorstelling Het Alziend Oor, over de blinde saxofonist Roland Kirk. Jules Deelder schreef hiervoor de teksten.
In 2013 had Buijsman een gastrol in de politieserie Flikken Maastricht als Karel Groen.
Buijsman trad in 2014 op met het Artvark Saxophone Quartet met de voorstelling Het Polderbeest. Hij trad in het verleden al vaker op met het viertal.

## Filmografie
- Hoeksteen & Groenstrook (Teleac/1993), televisieserie/comedy  – Hoofdrol Arie Groenstrook
- Ik Mik Loreland (Teleac/NOT/1994) – Heer Konijn
- Pompen of verzuipen (1994), televisieserie VPRO – Klamme Kloten
- Flodder, televisieserie – Gedupeerde gokker in café (afl. Blufpoker, 1995)
- Unit 13, televisieserie – Pooier (afl. Schimmenspel, 1996)
- Loenatik, televisieserie – Dr. Doolittle (1997)
- Koppen dicht (TROS/1997) – Arie
- Toen was geluk heel gewoon, comedyserie – Bandlid Kilima Hawaiians (afl. Open het dorp, 1998)
- Spangen, televisieserie – Heler (afl. 1.3, 1999)
- Ben zo terug, televisieserie – Ferry Pronk (1999)
- Babs (2000) – Inspecteur
- Hank (2000), tv-miniserie op TV Rijnmond
- Novellen: Blackout (2001), televisiefilm – Taxichauffeur
- Crash Test Dummy (2001), televisiefilm – Max
- Bad Luck (2002) – Inbreker
- Loenatik: de moevie (2002) – Dr. Doolittle
- Afrekenen (2002) – Rini van Loenhout
- Katvangers (2003) – Bokstrainer
- Raymann is Laat, televisieserie – Cor Vliegenthart (afl. onbekend, 2001-2003)
- Grijpstra & De Gier, televisieserie – Walther Steenman (afl. Net niet, 2004)
- Verdwaald (2004), televisiefilm – Buschauffeur
- Zondag (2004), televisiefilm – Rol onbekend
- Pluk van de Petteflet (2004) – Karel (stem)
- Ibbeltje, televisieserie – Verpleger 2 (stem, 2004)
- Keyzer & De Boer Advocaten, televisieserie – Erwin (afl. Het mes snijdt, 2006)
- Skin (2008) – Auschwitz-overlevende Simon
- Webcam (2011) – Vader van Antoin
- ID:A (2011) – Rob
- Sinterklaasjournaal (2011) – L. Rozenwater
- De Marathon (2012) – Joop
- Flikken Maastricht  (2013) – Karel Groen
- Loenatik, te gek (2014) – Dr. Doolittle
- Het geheim van Eyck (2015) – Opa Darius
- Kidnep (2015) – Vrachtwagenchauffeur
- Parnassus (2015) – Pa
- Het geheim van Eyck (2015), televisieserie – Opa Darius
- Familieweekend (2016) – Vader van Bonnie
- Sinterklaasjournaal (2016) – Sluiswachter
- Ik weet wie je bent (2018) – Arend Valk
- Dertigers (2021) – vader van Alex
- De slag om Hoek van Holland (2022) – zichzelf
- De Tatta's (2022) - Richard
- Ome Cor (2022) - Krelis
- Santos (2023) - Nico
- De Tatta's 2 (2023) - Richard
- Medisch Centrum West (2024) - Meneer Visser
- Bennie (2025) - Opa Jan

- International Standard Name Identifier: 0000 0004 4379 3637
- Nederlandse Thesaurus van Auteursnamen: 382651766
- Virtual International Authority File: 311828010
- WorldCat: E39PBJqfMvDqgDR67VV6mxH6Kd